# Bercaeopsis elanis
Bercaeopsis elanis är en tvåvingeart som först beskrevs av Henry J. Reinhard 1947.  Bercaeopsis elanis ingår i släktet Bercaeopsis och familjen köttflugor. Inga underarter finns listade i Catalogue of Life.